# Брайън Робсън
Брайън Робсън (на английски: Bryan Robson), споменаван още като Браян Робсън и Боби Робсън, (роден 11 януари 1957) е бивш английски футболист и настоящ треньор. Най-известен е с играта си като полузащитник в Манчестър Юнайтед, където е и капитан на отбора за рекордно дълъг период в историята на тима. След напускането на Юнайтед прави дълга треньорска кариера в различни отбори. Понастоящем е треньор на националния отбор на Тайван, като същевременно изпълнява длъжност на представител и посланик на Манчестър Юнайтед пред света.
Роден в Честър ле Стрийт, графство Дърам, Робсън започва своята футболна кариера в Уест Бромич преди да се премести в Манчестър Юнайтед. Като капитан на отбора той печели на Олд Трафорд три пъти ФА Къп – Купата на Англия, по един път Купата на носителите на купи и Купата на УЕФА. Печели също и две шампионски титли в Англия.